# 日本一の晴れ男
『日本一の晴れ男』（にっぽんいちのはれおとこ）は、2022年公開の日本の映画。制作は黎地フィルム(れいちフィルム)。監督は山﨑すがらが務める。原作はかとゆいによる同名曲「日本一の晴れ男」。青森県三戸町を舞台としている。

## あらすじ
「晴れ男」を自称する大学生 晴渡は大学教授の贔屓を得るが、異常なまでの晴れ続きにより町は大混乱に陥る。彼は本当に晴れ男なのか？

## 製作
昭和期に大ヒットした植木等の「日本一」シリーズ（クレージー映画）に着想を得た作品。
制作する黎地フィルムは2020年に大学生によって結成された映画制作団体。代表は山﨑すがら。俳優やカメラマン、脚本家、シンガーソングライターや落語家も所属している。
黎地フィルムの企画書には「コロナ禍の今だからこそ社会に希望をもたらしたい。そんな思いを胸に、戦後復興期の⽇本に笑いと勇気を与えた“クレージー映画”と、『11ぴきのねこ』で有名な絵本作家馬場のぼるさんや豪傑な武将南部晴政さんの活躍した地である⻘森県三⼾町に共鳴」したことが企画理由と記されている。
2022年3⽉19日から10日間、⻘森県三⼾町で撮影がおこなわれた。同年8月22日には三戸町長に脚本が寄贈された。
2022年9月24日に三戸町にて初上映が行われた。
2023年3月25日には山﨑監督の出身地である岐阜市で上映会が行われ、出演者による舞台挨拶が予定されている。

## キャスト
- 山﨑すがら
- 吉田夏葵
- 山家輝夏
- 上運天英蔵
- 前田彩世

## ロケ地
- 青森県三戸町[8]
  - アップルドーム
  - 黄金橋
  - 関根ふれあい公園
  - 三戸町立図書館
  - おまつり広場
  - 三戸町役場
  - 三戸郵便局
  - 三戸大神宮
  - 小中一貫三戸学園
  - 三戸城跡城山公園

## 書籍
- 『映画「日本一の晴れ男」全記録集』 2022年9月24日発行[9]

## 音楽
- 『映画「日本一の晴れ男」音楽集―山﨑すがら／「七三」』(2023年1月5日配信)[10]